# Dermatofiti
I dermatofiti sono un genere di muffe saprofito che per sopravvivere necessitano di cheratina, per il quale vivono sulla cute e annessi cutanei dell’uomo senza causare infezione e malattia.
In particolari condizioni ambientali o in caso di immunocompromissione dell’ospite possono determinare delle infezioni e possono causare micosi del corpo.

## Tipologie
I dermatofiti più comuni sono:
- Trichophyton
- Microsporum
- Epidermophyton